# Intel
Intel (МФА [ˈɪn.tɛl] «И́нтел», официально — «Intel Corp.») — американская компания, разработчик и производитель электронных устройств и компьютерных компонентов: микропроцессоров и наборов системной логики (чипсетов) для клиентских вычислительных систем и для ЦОДов, ПЛИС (Altera), микросхем для систем искусственного интеллекта (Mobileye, Nervana, Habana) и для интернета вещей, энергонезависимой памяти.
Штаб-квартира расположена в Санта-Кларе (Калифорния).

## История

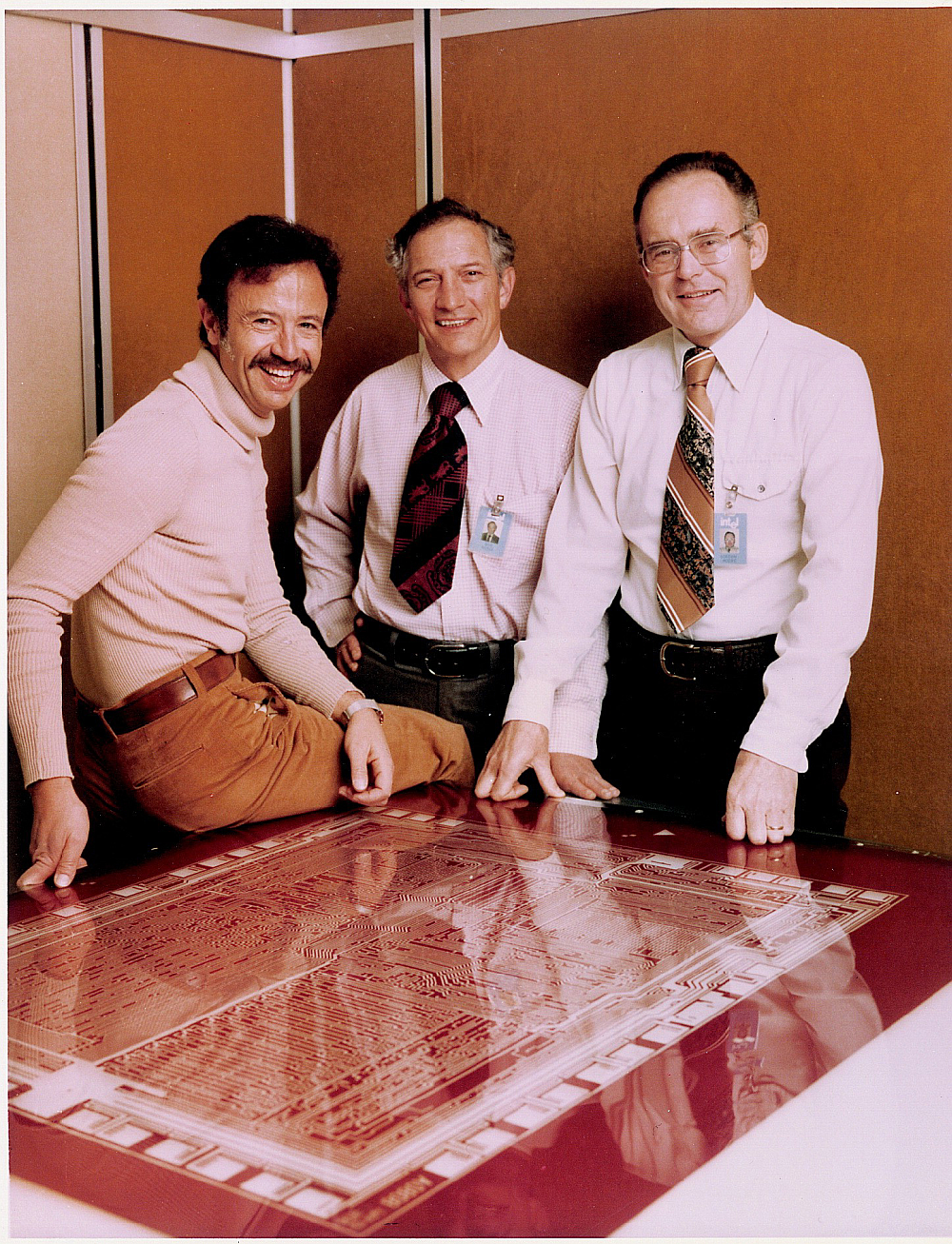
Энди Гроув, Роберт Нойс и Гордон Мур в 1978 году

Роберт Нойс и Гордон Мур были в числе 8 соучредителей Fairchild Semiconductor, основанной в 1957 году. В этой компании они разработали интегральную схему и решили основать собственную компанию. 18 июля 1968 года она была зарегистрирована под названием NM Electronics, но вскоре переименована в Intel (сокращение от Integrated Electronics, «интегрированная электроника»). Вскоре к ним присоединился Энди Гроув, ещё один сотрудник Fairchild, разработавший и внедривший метод корпоративного управления OKR, эффективно используемый в менеджменте. Бизнес-план компании, распечатанный Робертом Нойсом на печатной машинке, занимал одну страницу. Представив его венчурному финансисту Артуру Року, ранее помогавшему создать Fairchild, Intel получила стартовый кредит в 2,5 млн $.
Свои усилия компания направила на разработку полупроводниковой памяти, первым продуктом стала микросхема 3101 Schottky bipolar memory, высокоскоростная память с произвольным доступом на транзисторах Шоттки, в 1969 году была представлена микросхема 1101 на основе металл-оксидного полупроводника. В 1970 году компания начала выпуск чипа 1103, динамической памяти объёмом 1 килобайт, первой реальной альтернативы распространённой в то время памяти на магнитных сердечниках.
В 1971 году Intel получила заказ на двенадцать специализированных микросхем для калькуляторов от японской компании Busicom, но по предложению инженера Теда Хоффа было решено собрать все элементы в один чип; так компания разработала первый в мире коммерчески успешный микропроцессор Intel 4004. Он включал 2300 транзисторов и не уступал по производительности ЭВМ ЭНИАК с 38 тысячами электронных ламп. Вскоре был разработан Intel 8008; он был 8-разрядный, поэтому мог обрабатывать не только цифры, но и буквы и другие символы. В 1974 году был представлен первый по-настоящему универсальный микропроцессор Intel 8080; при цене 360 долларов он мог заменить ЭВМ, стоившие несколько тысяч долларов. В 1971 году акции Intel были размещены на Нью-Йоркской фондовой бирже. Также в этом году компанией были разработаны программируемые микросхемы (erasable programmable read-only memory, EPROM).
В конце 1970-х годов компания начала терять позиции на рынке микросхем памяти, с 82,9 % в 1974 году до 1,3 % в 1984 году, что, однако, компенсировалось закреплением лидирующих позиций на рынке процессоров. В 1978 году был представлен 16-разрядный процессор Intel 8086, но его продажи сначала уступали конкурирующему процессору Motorola 68000. Ситуация изменилась, когда в 1980 году IBM избрала процессоры Intel 8088 для своего первого персонального компьютера. В декабре 1982 года IBM за 250 млн $ купила 12-процентную долю Intel, таким образом закрепив партнёрство; эта доля была продана в 1987 году, значительно более прочным оказалось другое партнёрство, с Microsoft Corporation, прозванное Wintel (от Windows и Intel). В 1983 году оборот компании впервые достиг миллиарда долларов, к этому времени число сотрудников превысило 15 тысяч (с 12 в 1968 году). В 1985 году началось продвижение на рынок процессора 80386, который позволял обрабатывать несколько программ одновременно, имел 32-битную архитектуру и вмещал 275 тысяч транзисторов. Следующая модель, 80486, представленная в 1989 году, вмещала 1,2 млн транзисторов и имела встроенный математический сопроцессор. Вторая половина 1980-х годов была отмечена затяжным судебным разбирательством между Intel и NEC Corporation: Intel утверждала, что NEC нарушила авторские права на микрокод чипов 8086 и 8088 при производстве своих микросхем; суд отклонил иск, но в ходе разбирательства стала достоянием общественности агрессивная маркетинговая стратегия Intel по вытеснению конкурентов.
В начале 1990-х годов началась рекламная кампания Intel Inside (наклейка с такой надписью появилась на всех персональных компьютерах с процессором Intel), кроме этого компания начала расширять сферу деятельности в сетевое и телекоммуникационное оборудование, начала выпускать материнские платы, благодаря чему чистая прибыль в 1992 году превысила миллиард долларов.
В 1993 году был представлен процессор пятого поколения Pentium с 3,1 млн транзисторов и быстродействием более 100 млн операций в секунду (в 1500 раз быстрее Intel 4004). Вскоре после его презентации был выявлен дефект, отзыв обошёлся компании 450 млн долларов, но, несмотря на это, в этом году выручка компании составила 8,78 млрд долларов, а чистая прибыль — 2,3 млрд долларов.
С началом продаж в 1995 году процессора Pentium Pro оборот в 1996 году превысил 20 млрд долларов, компания вышла на первое место в мире по производству материнских плат (10 млн или 40 % рынка), которое сохраняла до начала 2000-х годов.
В 1999 году Intel была включена в Промышленный индекс Доу Джонса.
В 2000 году на рынок были выпущены процессоры Pentium III с частотой 1 ГГц и Itanium, первый 64-разрядный процессор компании. К этому времени во всех компьютерах, за исключением Apple, были процессоры Intel или совместимые с ними процессоры производства AMD. Apple с 1984 года использовала процессоры Motorola, но в 2005 году объявила о переходе на Intel.
В 2010 году за 7,68 млрд долларов была куплена компания в сфере компьютерной безопасности McAfee, на её основе было создано подразделение Intel Security Group. Акционеры сочли сумму недостаточной и подали иск против Intel и бывшего руководства McAfee. В 2017 году подразделение было выделено в самостоятельную компанию, которой было возвращено название McAfee.
В 2015 году за 16,7 млрд долларов была куплена компания Altera, разрабатывающая ПЛИС.
В августе 2016 года за 350 млн долларов Intel купила стартап Nervana Systems, разрабатывающий нейрочипы для систем искусственного интеллекта с глубоким обучением.
В августе 2017 года за 14,9 млрд долларов была куплена израильская компания Mobileye, занимающаяся разработками в области машинного зрения и самоуправляемых автомобилей.
В 2018 году проблемы с задержкой внедрения 10-нанометрового техпроцесса и обострение конкуренции на рынке микропроцессоров вынудили корпорацию взяться за реорганизацию производственного подразделения: это подразделение разделили на три департамента — технологических разработок, поставок и управления производством, а один из его ключевых руководителей Сохейл Ахмед (Sohail Ahmed) был отправлен в отставку.
В июне 2019 года компания запретила сотрудникам общаться с коллегами из Huawei.
В июле 2019 года было достигнуто соглашение о продаже активов, связанных с разработкой и производством модемов для смартфонов компании Apple. Сумма сделки составила 1 млрд долларов, что стало вторым крупнейшим приобретением в истории Apple; активы включают производственные мощности с 2200 сотрудников и ряд важных патентов. Длительное время микросхемы модемов для своих iPhone Apple покупала у Qualcomm, но в 2018 году из-за разногласий в отношении лицензирования патентов перешла на модемы Intel.
В декабре 2019 года за 2 млрд долларов поглотила израильскую компанию Habana Labs, разрабатывающую нейрочипы для ускорения машинного обучения в системах искусственного интеллекта.
В августе 2020 года швейцарский разработчик Тилль Котманн (англ. Tillie Kottmann) выложил в открытый доступ около 20 ГБ конфиденциальной информации компании, заявив, что данных гораздо больше. Передавший документы и исходные коды аноним указал, что данные были загружены из незащищённого сервера, размещённого в Akamai CDN. Среди утекших данных были и Consumer Electronics Firmware Development Kit, документы и прошивки для будущей платформы Tiger Lake, и обучающие видео по Kabylake FDK. Intel заявила, что проведёт расследование по поводу инцидента.
В январе 2021 года компания прекратила производство твердотельных накопителей (энергонезависимой памяти) по технологии Intel Optane, также было продано производство NAND-памяти.
В феврале 2022 года Intel объявил о приобретении израильского производителя чипов Tower Semiconductor за 5,4 млрд долларов.
В июле 2022 года компания intel впервые за десятилетия закончила квартал с убытком в 500 млн долларов. Годом ранее компания получила 5,1 млрд долларов прибыли. В I квартале 2023 года компания обновила антирекорд — чистый убыток составил 2,8 млрд долларов.
В декабре 2024 года ушёл в отставку генеральный директор Intel Пэт Гелсингер. В марте 2025 года на его место был назначен американский предприниматель малайзийского происхождения Лип-Бу Тан.
На конференции Vision 2025 в Лас-Вегасе новый генеральный директор Intel, Лип-Бу Тан, объявил о планах компании отделить часть непрофильных бизнесов. Intel активно рассматривает варианты реорганизации бизнеса и уже взаимодействует с инвестиционными банками Morgan Stanley и Goldman Sachs. Ведутся обсуждения о продаже некоторых подразделений, включая возможность продажи чип-дизайна и маркетинга компании Broadcom, а также производства чипов - компании Taiwan Semiconductor Manufacturing Company.

## Деятельность

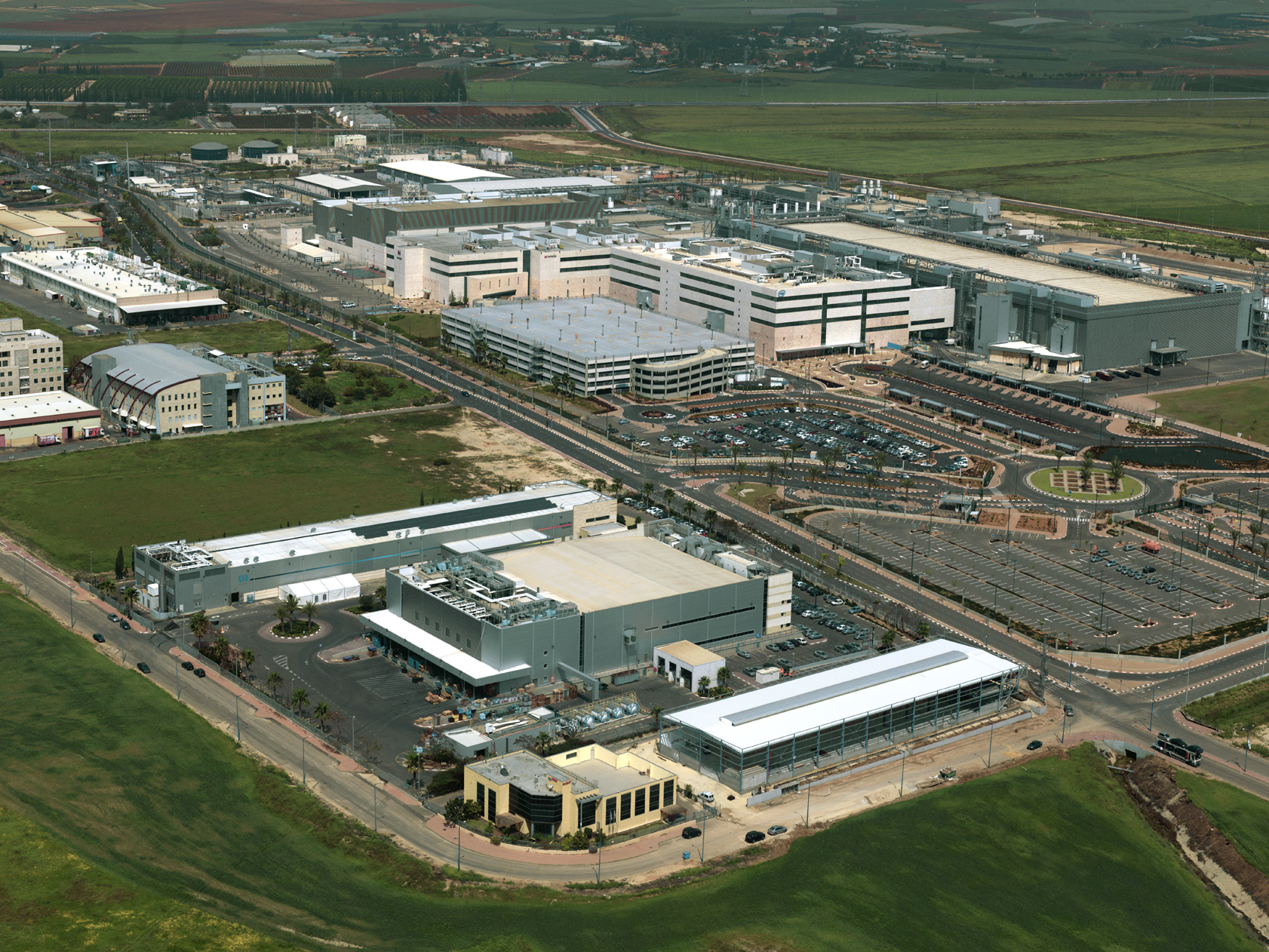
Завод в Израиле

Intel — один из крупнейших в мире производитель микропроцессоров. Помимо микропроцессоров, Intel выпускает полупроводниковые компоненты для промышленного и сетевого оборудования. Продукция в основном продаётся оптом производителям персональных компьютеров, в 2018 году на тройку крупнейших покупателей приходилось 39 % выручки: Dell — 16 %, Lenovo — 12 % и HP Inc. — 11 %. Географически основная часть выручки приходится на 4 страны: КНР (включая Гонконг) — 27 % выручки, США — 26 %, Сингапур — 15 %, Тайвань — 13 %.
Основные мощности по производству полупроводниковых элементов находятся в США (штаты Орегон, Аризона и Нью-Мексико), Израиле и Ирландии, тестирование и сборка осуществляются в КНР, Коста-Рике, Вьетнаме и Малайзии.

### Продукция
- Процессоры Intel — Atom, Celeron, Pentium, Core, Intel Movidius, Intel Xeon и Intel Max Series
- Чипсеты Intel
- Графические процессоры Intel

### Подразделения
Основные подразделения:
- Группа потребительской электроники (Client Computing Group) — производство комплектующих для персональных компьютеров и ноутбуков, в первую очередь центральных процессоров и чипсетов на их основе, а также целых материнских плат, модемов и WiFi-модулей; 50 % выручки.
- Дата-центры и искусственный интеллект (Data Center and AI) — занимается производством оборудования для дата-центров; потребителями продукции являются провайдеры услуг облачных вычислений, телекоммуникационные компании, корпорации и правительственные организации; 30 % выручки
- Сети и граничные вычисления (Network and Edge) — сбор, хранение и обработка больших объёмов информации для различных компаний и организаций; 14 % выручки.
- Mobileye — разработка оборудования и программного обеспечения для ADAS (системы помощи водителю) и автономного транспорта; 3 % выручки.
- Высокопроизводительные системы и графика (Accelerated Computing Systems and Graphics) — производство высокопроизводительных графических процессоров Intel Arc; 1 % выручки.
- Литейные услуги (Intel Foundry Services) — производство полупроводниковой продукции для сторонних компаний; 1 % выручки.

### Показатели деятельности
|                        | 2000…  | 2005…  | 2010  | 2011  | 2012  | 2013  | 2014  | 2015  | 2016  | 2017  | 2018  | 2019  | 2020  | 2021  | 2022  | 2023  | 2024   |
| ---------------------- | ------ | ------ | ----- | ----- | ----- | ----- | ----- | ----- | ----- | ----- | ----- | ----- | ----- | ----- | ----- | ----- | ------ |
| Оборот                 | 33,73… | 38,83… | 43,62 | 54,00 | 53,34 | 52,71 | 55,87 | 55,36 | 59,39 | 62,76 | 70,85 | 72,00 | 77,87 | 79,02 | 63,05 | 54,23 | 53,10  |
| Чистая прибыль         | 10,54… | 8,664… | 11,46 | 12,94 | 11,01 | 9,620 | 11,70 | 11,42 | 10,32 | 9,601 | 21,05 | 21,00 | 20,90 | 19,87 | 8,014 | 1,689 | -18,76 |
| Активы                 | 47,95… | 48,31… | 63,19 | 71,12 | 84,35 | 92,36 | 90,01 | 101,5 | 113,3 | 123,2 | 128,0 | 136,5 | 153,1 | 168,4 | 182,1 | 191,6 | 196,5  |
| Собственный капитал    | 37,32… | 36,18… | 49,43 | 45,91 | 51,20 | 58,26 | 55,87 | 61,09 | 66,23 | 69,02 | 74,56 | 77,50 | 81,04 | 95,39 | 101,4 | 105,6 | 99,27  |
| Сотрудников, тыс. чел. | 86,1…  | 99,9…  | 82,5  | 100,1 | 105,0 | 107,6 | 106,7 | 107,3 | 106,0 | 102,7 | 107,4 | 110,8 | 110,8 | 110,6 | 131,9 | 124,8 | 108,9  |

### Intel в России
В Российской Федерации у компании имеется три центра НИОКР — в Москве, Новосибирске и Нижнем Новгороде, в последнем работают также специалисты из закрытого в конце 2011 года филиала корпорации в технопарке «Система-Саров» неподалёку от города Саров (Дивеевский район Нижегородской области).
Помимо исследовательской деятельности, Intel осуществляет в России целый ряд успешных программ в области корпоративной социальной ответственности, особенно в сфере школьного и вузовского образования, в частности работает с вузами c целью повысить квалификацию среди студентов и преподавателей по направлениям научных исследований, а также в области технологического предпринимательства. В целом, деятельность корпорации в области образования направлена на повышение уровня институтов, заинтересованных в разработке и продвижении современных образовательных технологий. В Intel активно работает корпоративная программа добровольчества Intel Involved, более 40 процентов штатных сотрудников компании являются добровольцами, помогая местному сообществу.
По программе «Intel Обучение для будущего» с 2002 года по настоящее время в России более миллиона учителей школ и студентов педагогических ВУЗов прошли обучение тому, как интегрировать элементы ИКТ в учебные планы. Инициатива, объявленная в 2000 году лишь в ряде штатов США, на сегодня охватывает свыше 10 млн учителей более чем из 40 стран мира.
В 2004 году при содействии российского подразделения Intel появилась кафедра микропроцессорных технологий в МФТИ (зав. кафедрой член-корреспондент РАН Б. А. Бабаян, директор по архитектуре подразделения Software and Services Group (SSG) корпорации Intel). Кафедра готовит магистров в области разработки новых вычислительных средств и технологий.
7 апреля 2006 года была открыта учебно-исследовательская лаборатория Intel в Новосибирском государственном университете.
В 2011 году компания отпраздновала 20-летие деятельности Intel в РФ и СНГ. В честь этого события в московской школе управления «Сколково» прошла большая партнёрская конференция с участием руководства компании.
Летом 2015 года компания открыла лабораторию по разработке решений для «интернета вещей» в Москве.
В 2016 году был закрыт центр в Новосибирске и отдельные СМИ сообщали о якобы существовавших планах закрытия или сокращения центра в Москве.
В марте 2022 года Intel отказалась от поставок своей продукции на российский рынок в связи с военными действиями российской армии на территории Украины.
В июне 2022 года Государственная Дума на пленарном заседании приняла закон о легализации параллельного импорта. В перечень попали более 50 категорий товаров от таких известных брендов, как Dell, Apple, Intel и другие. Согласно законопроекту продукцию ряда брендов можно ввозить в Россию без разрешения правообладателя. В страну они будут поступать альтернативными способами, а не через дистрибьютора.
В 2024 году Intel продала офис в Нижнем Новгороде. Это был крупнейший исследовательский центр в России. В нем были лаборатории, подразделения по разработке кросс-платформенного программного обеспечения и ИИ-решений .

## Руководство

### Совет директоров[45]
- Фринк Йери[англ.] — председатель совета директоров с 2023 года, независимый член совета директоров с 2009 года; также член совета директоров PayPal и председатель консультационной фирмы CamberView Partners.
- Джеймс Гетц[англ.] — независимый член совета директоров с 2019 года; управляющий член компании Sequoia Capital с 2004 года.
- Андреа Голдсмит (Andrea Goldsmith) — независимый член совета директоров с сентября 2021 года. Профессор и декан Принстонского университета, ранее занимала различные должности в Стэнфордском университете.
- Алисса Генри (Alyssa Henry) — независимый член совета директоров с 2020 года; управляла продажами компании Square, с 2006 по 2014 год была на должности вице-президента по Amazon Web Services.
- Омар Ишрак[англ.] — председатель совета директоров с 2020 по 2023 годы, в совете директоров компании с 2017 года; с 2011 года был председателем и CEO компании Medtronic plc, до этого возглавлял подразделение медицинского оборудования GE.
- Риса Лавиццо-Маури[англ.] — независимый член совета директоров с 2018 года; профессор Университета Пенсильвании, ранее возглавляла Robert Wood Johnson Foundation (благотворительную организацию в сфере здравоохранения).
- Цу-Же Лиу[англ.] — независимый член совета директоров с 2016 года, профессор Калифорнийского университета.
- Барбара Новик (Barbara Novick) — независимый член совета директоров с декабря 2022 года. Сооснователь и вице-председатель (до февраля 2021 года) международной инвестиционной компании BlackRock.
- Грегори Смит (Gregory D. Smith) — независимый член совета директоров с 2017 года; также главный финансовый директор и вице-президент Boeing.
- Дайон Уэйслер (Dion Weisler) — независимый член совета директоров с июня 2020 года. Также входит в состав советов директоров Thermo Fisher Scientific и BHP. С 2015 по 2019 года являлся исполнительным директором HP Inc.

### Высший менеджмент[1]
- Лип-Бу Тан[англ.] (Lip-Bu Tan) — генеральный директор с марта 2025 года, ранее был членом совета директоров (с сентября 2022 года по август 2024 года). С 2004 по 2022 годы входил в состав совета директоров Cadence Design Systems, где также занимал должности исполнительного директора с 2009 по декабрь 2021 и президента с 2009 по 2017 годы. Является также основателем и председателем совета директоров венчурной компании Walden International, членом советов директоров Schneider Electric и Credo Technology Group.

7 августа 2025 года Президент США Дональд Трамп заявил, что глава компании Intel Лип-Бу Тан, которого подозревают в конфликте интересов, должен немедленно подать в отставку.
Исполнительные вице-президенты, подчиняющиеся непосредственно гендиректору
- Джордж Дэвис (George S. Davis) — исполнительный вице-президент, главный финансовый директор (CFO); до этого занимал аналогичный пост в Qualcomm, Inc.
- Сандра Ривера (Sandra Rivera) — исполнительным вице-президент, глава кадровой службы[англ.] (CPO) с 2019 года, в компании с 2000 года.
- Стивен Роджерс (Steven R. Rodgers) — исполнительным вице-президент, главный юрисконсульт (CLO) с 2017 года, глава группы по ускорению роста, в компании с 2000 года.
- Мишель Холтхаус (Michelle Johnston Holthaus) — исполнительный вице-президент, гендиректор группы продаж, маркетинга и коммуникаций, в компании с 1996 года.
- Грегори Брайант (Gregory M. Bryant) — исполнительный вице-президент, гендиректор группы клиентских вычислительных систем с 2017 года, в компании с 1992 года.
- Навин Шеной (Navin Shenoy) — исполнительный вице-президент, гендиректор группы платформ для дата-центров с 2017 года, в компании с 1995 года.

Старшие вице-президенты и некоторые другие руководители
- Уэнделл Брукс (Wendell M. Brooks) — старший вице-президент, президент Intel Capital[англ.].
- Роберт Крук (Robert (Rob) B. Crooke) — старший вице-президент, генеральный менеджер группы решений для энергонезависимой памяти.
- Арчана Дескус (Archana (Archie) Deskus) — старший вице-президент, директор по информационным технологиям (CIO).
- Венката Рендучинтала (Venkata (Murthy) M. Renduchintala) — главный инженер (CEnO[англ.]), президент подразделения по технологиям, системной архитектуре в клиентской группе с 2018 года, в компании с 2015 года, ранее также работал в Qualcomm, Inc.
- Энн Келлехер[англ.] (Ann Kelleher) — старший вице-президент, глава отдела технологий и производства с 2018 года, в компании с 1996 года.
- Раджа Кодури[укр.] (Raja M. Koduri) — старший вице-президент, главный архитектор, глава отдела по архитектуре, графике и ПО, в компании с 2017 года, ранее работал в AMD, Inc.
- Томас Ланцш (Thomas (Tom) P. Lantzsch) — старший вице-президент, генеральный менеджер группы по интернету вещей (IoT), в компании с 2017 года, ранее работал в ARM Holdings.
- Майкл Мейберри (Michael Mayberry) — старший вице-президент, главный технологический директор с 2018 года, в компании с 1984 года.
- Амнон Шашуа — старший вице-президент, гендиректор подразделения Mobileye, в компании с 2017 года.
- Алон Стабински (Allon Stabinsky) — старший вице-президент, заместитель юрисконсульта и глава юридического отдела с 2018 года, в компании с 2005 года.
- Джошуа Уолден (Joshua (Josh) M. Walden) — старший вице-президент, гендиректор подразделений Intel Product Assurance[англ.] и Security, в компании с 1983 года.
- Карен Уокер (Karen M. Walker) — старший вице-президент, директор по маркетингу (CMO), в компании с 2019 года, ранее работал в Cisco.
- Клэр Диксон (Claire E. Dixon) — вице-президент, директор по коммуникациям[англ.] (CCO).
- Сюй Ян (Xu (Ian) Yang) — вице-президент, президент корпорации Intel в Китае с 2009 года, в компании с 2000 года.
- Ричард Улиг (Richard (Rich) A. Uhlig) — старший научный сотрудник и вице-президент, директор Intel Labs с 2018 года, в компании с 1996 года.

### Ключевые фигуры в истории компании
Президенты и генеральные директора
1. Роберт Нойс — президент и генеральный директор в 1968—1975 годах.
2. Гордон Мур — президент компании в 1975—1979 годах, генеральный директор в 1975—1987 годах.
3. Энди Гроув — президент компании в 1979—1997 годах, генеральный директор в 1987—1998 годах.
4. Крэйг Барретт — президент компании в 1997—2002 годах, генеральный директор в 1998—2005 годах.
5. Пол Отеллини[англ.] — президент компании в 2002—2013 годах, генеральный директор в 2005—2013 годах.
6. Рене Джеймс[англ.] — президент компании в 2013—2016 годах.
7. Брайан Кржанич — генеральный директор в 2013—2018 годах.
8. Роберт Свон[англ.] — генеральный директор в 2019—2021 годах (в 2018—2019 годах был временно исполняющим обязанности CEO).
9. Пэт Гелсингер — генеральный директор в 2021—2024 годах.

## Антимонопольные преследования
В мае 2009 года Еврокомиссия пришла к заключению, что компания Intel платила скрытые вознаграждения фирмам — производителям компьютеров (таким, как Acer, Dell, HP, Lenovo и NEC), а также продавцам компьютеров, чтобы они отдавали предпочтения процессорам фирмы Intel, а не её конкурента AMD. За нарушение антимонопольного законодательства Intel была оштрафована на рекордную сумму в 1,06 млрд €, а также получила строгие предписания «немедленно прекратить незаконную деятельность в случае, если она до сих пор продолжается». Руководство Intel не согласилось с вердиктом Еврокомиссии и подало апелляцию.
В начале августа 2009 года Уполномоченный по рассмотрению жалоб (омбудсмен) Евросоюза Никифорос Диамандурос подверг решение Еврокомиссии жёсткой критике. По словам Диамандуроса, Еврокомиссия провела расследование «недобросовестно», упустив хотя бы даже факт своей встречи с представителями второго по величине производителя компьютеров компании Dell, имевшей место в августе 2006 г. Тогда в беседе с комиссарами один из руководителей Dell рассказал, что они используют чипы Intel, так как процессоры AMD «гораздо хуже по качеству». Получается, что Dell сделала выбор в пользу процессоров Intel из технических соображений, а не под влиянием Intel. Так как дело стало публичным, Европейская комиссия решила раскрыть доказательства. Появился пресс-релиз, в котором были представлены фрагменты деловой переписки Intel и вышеназванных компаний. В нём говорилось, что долю AMD на рынке процессоров нужно сократить до 5 и даже 0 %, за что Intel предоставляла этим компаниям различные бонусы.
В итоге в октябре 2009 года большинство разногласий удалось уладить. Intel обязалась выплатить AMD 1,25 млрд $, а также следовать определённому набору правил ведения бизнес-деятельности. AMD же обязалась свернуть все судебные дела против Intel по всему миру.
16 декабря 2009 года Федеральная торговая комиссия США (FTC) подала иск в суд против Intel. Комиссия обвинила корпорацию в том, что та «путём давления, подкупов и угроз прекращения сотрудничества» принуждала производителей ПК отказываться от сотрудничества с конкурентами. Всё это, по мнению Комиссии, привело к лишению потребителей права выбора, а также к манипулированию ценами и препятствованию инновациям в микроэлектронной промышленности США. Летом 2010 года было достигнуто соглашение с FTC, запрещающее Intel прибегать к ряду методов в своей бизнес-практике. Тем не менее, это соглашение не означает, что в будущем комиссия не подаст против компании другие иски в случае обнаружения новых нарушений.

### Акционеры
На конец 2018 года компания выпустила 4,43 млрд акций, их общая стоимость (рыночная капитализация) на июль 2019 года составляла 186 млрд $. Из общего числа акций 67,62 % принадлежат институциональным инвесторам. Крупнейшие из них:
| Название акционера                  | Количество акций, млн | Процент | Стоимость пакета |
| ----------------------------------- | --------------------- | ------- | ---------------- |
| The Vanguard Group, Inc.            | 361,41                | 8,16    | 15,17 млрд $     |
| BlackRock, Inc.                     | 292,11                | 6,59    | 12,26 млрд $     |
| State Street Corporation            | 196,38                | 4,43    | 8,25 млрд $      |
| Capital World Investors             | 131,30                | 2,96    | 5,51 млрд $      |
| Capital International Investors     | 118,43                | 2,67    | 4,97 млрд $      |
| Capital Research Global Investors   | 98,27                 | 2,22    | 4,13 млрд $      |
| Wellington Management Company LLP   | 73,48                 | 1,66    | 3,08 млрд $      |
| Geode Capital Management, LLC       | 64,65                 | 1,46    | 2,71 млрд $      |
| Invesco Ltd.                        | 61,87                 | 1,40    | 2,60 млрд $      |
| Northern Trust Corporation          | 61,72                 | 1,39    | 2,59 млрд $      |
| Bank of America Corporation         | 50,92                 | 1,15    | 2,14 млрд $      |
| Dimensional Fund Advisors           | 50,84                 | 1,15    | 2,14 млрд $      |
| Норвежский банк                     | 45,64                 | 1,03    | 1,92 млрд $      |
| Bank of New York Mellon Corporation | 41,72                 | 0,94    | 1,75 млрд $      |

## Дочерние компании
Основные дочерние компании на конец 2022 года и их юрисдикция:
- США:
  -  Делавэр: Intel Capital Corporation; Intel Overseas Funding Corporation; Intel Americas, Inc.; Intel Ireland Holdings (U.S.) LLC; Altera Corporation; Intel Technologies, Inc.; Mobileye Global Inc.; Intel Semiconductor (US) LLC; Arizona Fab LLC
  -  Калифорния: Intel International, Inc.; Intel Technology (US), LP
- Вьетнам: Intel Products Vietnam Co., Ltd.
- Гонконг: Intel Asia Holding Limited; Intel China Finance Holding (HK) Limited
- Израиль: Intel Electronics Ltd.; Habana Labs Ltd.; Intel Semi Conductors Ltd.
- Индия: Intel Technology India Private Limited
- Китай: Intel Asia-Pacific Research & Development Ltd.; Intel Products (Chengdu) Ltd.
- Малайзия: Intel Technology Sdn. Berhad
- Нидерланды: Intel Benelux B.V.; Intel Holdings B.V.; Intel Ireland Holdings B.V.; Intel Finance B.V.
- Острова Кайман: Intel Ireland Limited